# Judith Colell
Judith Colell  (San Cugat del Vallés, 14 de julio de 1968) es una directora, guionista y productora de cine española. Es cofundadora de la Asociación de mujeres cineastas y de medios audiovisuales (CIMA) (2006). Desde julio de 2016 es vicepresidenta interina de la Academia de Cine Española asumiendo el cargo que ya asumió de 2011 a 2015 en el equipo del productor Enrique González Macho. Es presidenta de la Academia del Cine Catalán desde junio de 2021.

## Trayectoria
Se licenció en Historia del Arte y posteriormente la Universidad de Nueva York le otorgó el Certificate in Film. En 1992 debutó con el cortometraje Clara Foc. En 1996 su cortometraje Escrito en la piel fue nominado al Premio Goya.
La vista como percepción sensorial fue el sentido del filme que, junto a otras cuatro realizadoras (Teresa de Pelegrí, María Ripoll, Nuria Olivé-Belles e Isable Gardela), inspiró en 1997 la obra El dominio de los sentidos.
En el 2001 dirigió Nosotras,  a partir de un libro de relatos de Isabel Clara-Simó ganadora del Premio Butaca a la mejor película catalana en 2001 a la que siguió 53 días de invierno.
En 2004 hizo una incursión en el mundo del teatro con la dirección de la obra Amor matern, un texto de August Strindberg.
En el año 2006 fue cofundadora la Asociación de mujeres cineastas y de medios audiovisuales (CIMA) junto con otras cineastas como Icíar Bollaín, Chus Gutiérrez, Inés París o Isabel Coixet.
En 2010 codirigió su pareja Jordi Cadena la película Elisa K basada en la novela Elisa Kiseljak de Lolita Bosch que obtuvo el premio del Jurado en el Festival Internacional de Cine de San Sebastián.
En 2014 dirigió el telefilm El último baile de Camen Amaya protagonizado por Nora Navas.
Es profesora de guion en la Universidad Pompeu Fabra en el departamento de comunicación, en la Ramon Llull, la Universidad de Girona y en la escuela Taller de Guionistas.
De 2011 a 2015 fue vicepresidenta de la Academia de Cine Española, en el equipo que preside el productor Enrique González Macho. En julio de 2016 asumió de nuevo el cargo de manera interina tras la dimisión de Antonio Resines como presidente y Edmon Roch como vicepresidente.
En junio de 2021 fue elegida presidenta de la Academia del Cine Catalán.

## Filmografía como directora
- 1991: Clara foc (corto)
- 1995: Escrito en la piel (corto)
- 1997: El dominio de los sentidos
- 2000: Nosotras
- 2003: Fragments
- 2006: 53 días de invierno
- 2007: Positius
- 2010: Elisa K
- 2014: L'últim ball de Carmen Amaya
- 2021: 15 horas

## Premios y distinciones
Festival Internacional de Cine de San Sebastián
| Año  | Categoría                  | Película | Resultado |
| ---- | -------------------------- | -------- | --------- |
| 2010 | Premio Especial del Jurado | Elisa K  | Ganadora  |